# Colladonus
Colladonus — род цикадок из отряда Полужесткокрылых. 

## Описание
Цикадки размером 4-5 мм. Стройные, с тупоугольно-закругленно выступающей вперед головой. Переход лица в темя закруглённый. В СССР 1 вид.  
- Colladonus torneellus  (Zetterstedt, 1828) — Палеарктика